# Be Good to Me
"Be Good to Me" (рус. Люби меня) – это песня, исполненная Эшли Тисдейл с её дебютного альбома Headstrong. Песня была выпущена лидирующим синглом с альбома в США 25 декабря 2006 года и Южной Америке в январе 2007 года. На альбомной версии присутствует вокал Дэвида Джэсси.

## Информация о песне и отзывы
Песня дебютировала на AOL Music: First Listen 22 декабря 2006 года. Песня есть на альбоме Radio Disney Jams, Vol. 10.
Песня отражает проблемы в отношениях между ней и парнем. Она не хочет порывать с ним, просто исправить отношения. Она участвует в фильме Добейся успеха: Всё за победу. На iTunes песня была выпущена как Двойная Сторона А с "He Said She Said". Песня позже была выпущена на CD. Песня есть на детской зубной щетке Tooth Tunes. Песня – это танцевальный трек в среднем ритме, в котором участвует сегмент с дополнительным рэпом, переливающийся в переход.

## Клипы
Первая версия
Режиссёр клипа стал Крис Маррс Пилеро, он был снят во время тура Классный мюзикл: Концерт. Та же самая подтанцовка Тисдейл с тура была использована в выступлении для видео. На Тисдейл голубой топик на лямках, украшенный блестками с джинсовыми шортами, она спускается вниз и танцует возле голубого моста, окруженная 4 парнями на подтанцовке перед живой публикой. На заднем плане большой экран, на котором мерцают цвета. Вв клипе использована радио версия песни, в которой нет рэп вокала Дэвида Джэсси. Видео вышло в свет как "первый взгляд" на Total Request Live на канале MTV 19 апреля 2007.
Вторая версия
Новая версия видео вышла в свет на немецком Viva 18 ноября 2008 года. В клипе показывается то же самое выступление и домашнее видео Тисдейл. Рэп версия песни использована в видео.

## Чарты
Песня вошла в Billboard Hot 100 в конце 2006 года #96. Она поднялась до #80 на следующей неделе, это и стало её наивысшей позицией, проведя в общей сложности 2 недели в чарте. Песня вошла в Ö3 Austria Top 40 и Media Control Charts, когда песня была выпущена в Европе осенью 2008 года. Она достигла пика на #67 и #57 соответственно.
| Чарт (2007)                    | Наивысшая позиция |
| ------------------------------ | ----------------- |
| АмериканскийBillboard Hot 100  | 80                |
| Американский Billboard Pop 100 | 68                |
| Чарт (2008)                    | Наивысшая позиция |
| Austrian Singles Chart         | 67                |
| German Singles Chart           | 57                |

## Список композиций и форматы
2-трековый выпуск
1. "Be Good to Me" (Выпуск Radio Disney) – 3:14
2. "Be Good to Me" (при участи Дэвида Джэсси) – 3:33

Ограниченный макси выпуск
1. "Be Good to Me" ( при участи Дэвида Джэсси) – 3:33
2. "Who I Am" (Неальбомный трек) – 3:17
3. "It's Life" ( Неальбомный трек) – 3:47

Бразильский цифровой CD сингл
1. "Be Good to Me" (Выпуск Radio Disney) – 3:14

Германский макси CD сингл
1. "Be Good to Me" (Выпуск Radio Disney) – 3:14
2. "Last Christmas" (Версия сингла) – 3:56
3. "Be Good to Me" (Jack D. Elliot Mix) – 6:17
4. "Be Good to Me" (Клип)

Германский ограниченный CD сингл
1. "Be Good to Me" (Выпуск Radio Disney) – 3:14
2. "Last Christmas" (Версия снгла) – 3:56

Рекламный Мини-альбом с ремиксами
1. "Be Good to Me" (Eddie Baez Anthem Club) – 6:51
2. "Be Good to Me" (SugarDip Club Mix) – 7:24
3. "Be Good to Me" (Scalfati from T.H.C. - Scalfonzo Pop Extended Mix) – 7:31
4. "Be Good to Me" (Scalfati from T.H.C. - Scalfonzo Pop Mixshow) – 5:02
5. "Be Good to Me" (LSDJ from T.H.C. - Good 4 U Extended Mix) – 6:15
6. "Be Good to Me" (LSDJ from T.H.C. - Good 4 U Mixshow) – 5:32

### Мини-альбом с ремиксами
9-трековый мини-альбом был выпущен посредством Warner Bros. Records 21 июля 2009 до выпуска её второго альбома Guilty Pleasure. Мини-альбом "Be Good to Me: The Remixes" включает оригинальную версию песни, семь ремиксов и караоке версия. Мини-альбом доступен в цифровом магазине.
Трек-лист
1. "Be Good to Me" (Radio Disney Edit) – 3:15
2. "Be Good to Me" (Jack D. Elliot Mix) – 6:17
3. "Be Good to Me" (Eddie Baez Anthem Club) – 6:51
4. "Be Good to Me" (SugarDip Edit) – 5:03
5. "Be Good to Me" (Scalfati from T.H.C. - Scalfonzo Pop Extended Mix) – 7:23
6. "Be Good to Me" (Scalfati from T.H.C. - Scalfonzo Pop Mixshow) – 5:00
7. "Be Good to Me" (LSDJ from T.H.C. - Good 4 U Extended Mix) – 6:13
8. "Be Good to Me" (LSDJ from T.H.C. - Good 4 U Mixshow) – 5:26
9. "Be Good to Me" (Karaoke Version) - 3:14

## Авторы и технический состав
- Вокал – Эшли Тисдейл при участи Дэвида Джэсси
- Продюсер – Кара ДиоГарди
- Вокальный продюсер – Дэвид Джэсси
- Писатели – Кара ДиоГарди, Дэвид Джэсси, Йоаким Перссон, Никлас Молиндер, Эшли Тисдейл
- Звукооператор и дополнительное программирование – Твин
- Бэк-вокал – ndash; Кара ДиоГарди

## История релиза
| Регион   | Дата            | Лейбл                | Формат                    |
| -------- | --------------- | -------------------- | ------------------------- |
| США      | 25 декабря 2006 | Warner Bros. Records | Цифровая загрузка         |
| США      | 26 декабря 2006 | Warner Bros. Records | Радио                     |
| США      | 19 марта 2007   | Warner Bros. Records | CD сингл                  |
| США      | 21 июля 2009    | Warner Bros. Records | Ремиксованный мини-альбом |
| Германия | 17 октября 2008 | Warner Bros. Records | Цифровая загрузка, радио  |
| Австрия  | 17 октября 2008 | Warner Bros. Records | Цифровая загрузка, радио  |